# Ozlede
Ozlede su nespecifične mehaničke povrede, na osnovu čijih se karakteristika ne može utvrditi kojom vrstom mehaničkog oruđa su nanesene. Ozlede se mogu javiti i u sklopu drugih povreda (asfiktičkih, hemijskih, fizičkih), a mogu biti i morboznog porekla. Ozlede su: krvni podliv, krvni izliv, oguljotina, nagnječina, rascep, prodor, proboj, provala, prelom, iščašenje, razorina i raskomadina)

## Krvni podliv
Krvni podliv — (lat. haematoma)  je česta pojava kod nagnječenja nastalih u rastresitom tkivu, u kome istekla krv iz oštećenih krvnih sudova formira šupljinu ispunjenu krvlju (hematom). Krvni podlivi u predelu seroznih opni (lat. suguillatio) ili sluzokože (lat. suffusio), takođe su prisutni kod nagnječina
- Bubrežni hematomi
- Hemtomi sedalnog predela nakon premlaćivanja od strane policije
- Hematom na palcu

## Krvni izliv
Krvni izliv je krvarenje kod koga krv iz oštećenog krvnog suda slobodno ističe u spoljašnju sredinu (spoljašnji krvni izliv) ili neku od telesnih odnosno organskih duplji (unutrašnji krvni izliv – hemotoraks, hemoperikard, hemoperitoneum, epiduralni i subduralni krvni izliv i dr.). 
U mnogim slučajevima postoji kombinacija spoljašnjeg i unutrašnjeg krvnog izliva. Veliki gubitak krvi (iskrvarenje) ili pritisak izlivene krvi na neki vitalni organ (npr srce – tamponada srca), može biti uzrok iznenadne smrti.
- Hemotoraks
- Obilna hemoragična perikardijalna efuzija
- Intraparenhimalno krvarenje u mozgu (bela zona označena donjom strelicom) s pratećim edemom (tamna zona koja je okružuje).

## Oguljotina
Oguljotina, abrazija (лат. abrasio) ili ekskorijacija kože (лат. excoriatio cutis) je povreda kože nastala kosim povlačenjem tupog-tvrdog sredstva po koži pri kome dolazi do ljuštenja slojeva ili čitave natkožice od kožice, ili sluzokože, uključujuči i odljuštenje nadsluznice. Najčešće je posledica bilo dejstva tupine mehaničkog oruđa (posebno ako je ono sa hrapavom površinom) ili pada na hrapavu površinu.
Posebna vrsta oguljotine je oogrebotina ili linearna vrsta oguljotine, nasatala grebanjem - sopstvenim noktima ili noktima druge osobe, kandžama životinja ili drugim nazubljenim predmetima.
- Faze u zarastanju oguljotine
- 32 minuta nakon povrede
- 16 časova i 45 minuta nakon povrede
- 1 dan 19 časova 32 minuta nakon povrede
- 2 dana 22 časa 12 minuta nakon povrede
- 12 dana 23 časa 24 minuta nakon povrede
- 13 dana 15 časova 30 minuta nakon povrede
- 17 dana 11 časova 30 minuta nakon povrede
- 18 dana 11 časova 43 minuta nakon povrede
- 21 dan 18 časova 21 minuta nakon povrede
- 30 dana 4 časa 43 minuta nakon povred

## Nagnječina
Nagnječina — (lat. v. contusum)  je vrsta povrede nanetna tupim predmetom (oruđem) ili padom na čvrstu podlogu. Nagnječina najčešće predstavlja kombinaciju krvnog podliva s delimičnim oštećenjem epiderma.
- Neke od nagnječina sa krvnim podlivom

## Ubodina
ubodina, racep, prodor, proboj, provala je vrsta rane nastala dejstvom šiljka mehaničkog oruđa.
- Deo oružja kojim se može naneti ubodina

- Ubodine viđene okom umetnika

## Razorina i raskomadina
Za epidemiologiju su najznačajnije razorine i raskomadine ljudi u vidu ujeda životinja kao što su: vuk, lisica, domaći pas, domaća mačka, divlja mačka, kuna, lasica, divlja i domaća svinja, govedo i slepi miš. Ove životinje mogu biti izvori, a njihov ujed, odnosno pljuvačka, put prenošenja virusa besnila na ljude.

## Prelom kosti
Prelom — (lat. fractura) je udružena mehanička ozleda koja se karakteriše oštećenjem mekih tkiva, prekidom kontinuiteta kosti  ili hrskavice koji nastaje delovanjem spoljašnje sile, dovoljno jaka da nadjača nivo fiziološke elastičnosti kosti ili hrskavice. Prelomi mogu nastati kao posledica ozlede ili kao posledica raznih oboljenja povezanih sa promenama u strukturi i karakteristikama koštanog tkiva.
| Prelom butne kosti | Višestruki prelom kostiju potkolenice | Spiralni prelom nadlaktice |
| ------------------ | ------------------------------------- | -------------------------- |
|                    |                                       |                            |

## Iščašenje
Iščašenje zgloba — (lat. luxatio) je gubitak međusobnog kontakta između dve zglobne površine. Nakon iščašenja pogođeni zglob, odnosno delovi tela oko njega su nepokretni, deformisani i u abnormalnom položaju. Ako su dve zglobne površine nakon njihovog pomeranja u delimičnom kontaktu onda, takvo stanje (povredu) nazivamo subluksacija (lat. subluxatio).
- Primeri iščašenja kao posledica povreda
- Povredom izazvano iščašenje zgloba prsta
- Iščašenje zgloba nakon pada sa bicikla
- Povredom izazvano iščašenje kolenog zgloba

## Uganuće
Uganuće (lat. dystorsio) je istezanje tkiva praćeno potpunim ili delimičnim prekidom ligamenata i zglobne čaure, najčešće nastalo iznenadnim nefiziološkim pokretima u zglobu.
- Primeri uganuća zglobova

## Ostale vrste ozleda
Ozlede mogu biti izazvane i drugim sredstavima, a ne samo mehaničkom silom (npr. oguljotine nastale dejstvom korozivnih otrova), a mogu nastati i pojedinim bolestima (npr. oguljotine nastale u sklopu nekih kožnih oboljenja, krvni podlivi kod hemofilije ili leukemije itd.)
- Ozlede nastale korozivnim otrovom

## Spoljašnje veze
|  | Molimo Vas, obratite pažnju na važno upozorenje u vezi sa temama iz oblasti medicine (zdravlja). |